# Señorita Selastraga
La Señorita Selastraga, también conocida como Beatriz Choksondik traducido en México y España como «Beatriz Selastraga», fue personaje de la serie de TV South Park. Después de que el Sr. Garrison fuera suspendido temporalmente de la escuela, fue reemplazado por la señorita Beatriz Selastraga (Beatriz Choksondik en la versión en inglés), cuya más notable característica eran sus extraordinariamente largos y caídos senos y su ojo con problemas de ambliopía. Muere en el episodio "Los Simpsons ya lo hicieron" de la sexta temporada, ya que Eric Cartman tuvo la idea de poner a los hombres del mar quienes resultaron ser espermas en su taza de cafe y el Sr. Garrison vuelve como el maestro del cuarto grado.

## Biografía
La Señorita Selastraga nació el 8 de agosto de 1961. Apareció en la 4.ª temporada, tras el despido del Sr. Garrison y el 26 de junio de 2002 murió en el episodio "Los Simpson ya lo hicieron" de la sexta temporada.

## Voz

### Versión Original (Estados Unidos)
- Trey Parker

### Doblaje Hispanoamericano
- Verónica Rivas (Temp. 4-6)

- Datos: Q16630996